# Pteleopsis anisoptera
Pteleopsis anisoptera là một loài thực vật có hoa trong họ Trâm bầu. Loài này được (Welw. ex M.A.Lawson) Engl. & Diels miêu tả khoa học đầu tiên năm 1900.